# Силламаа, Яника
Я́ника Си́лламаа (эст. Janika Sillamaa; 23 июня 1975, Таллин, Эстонская ССР) — эстонская певица и актриса.

## Биография

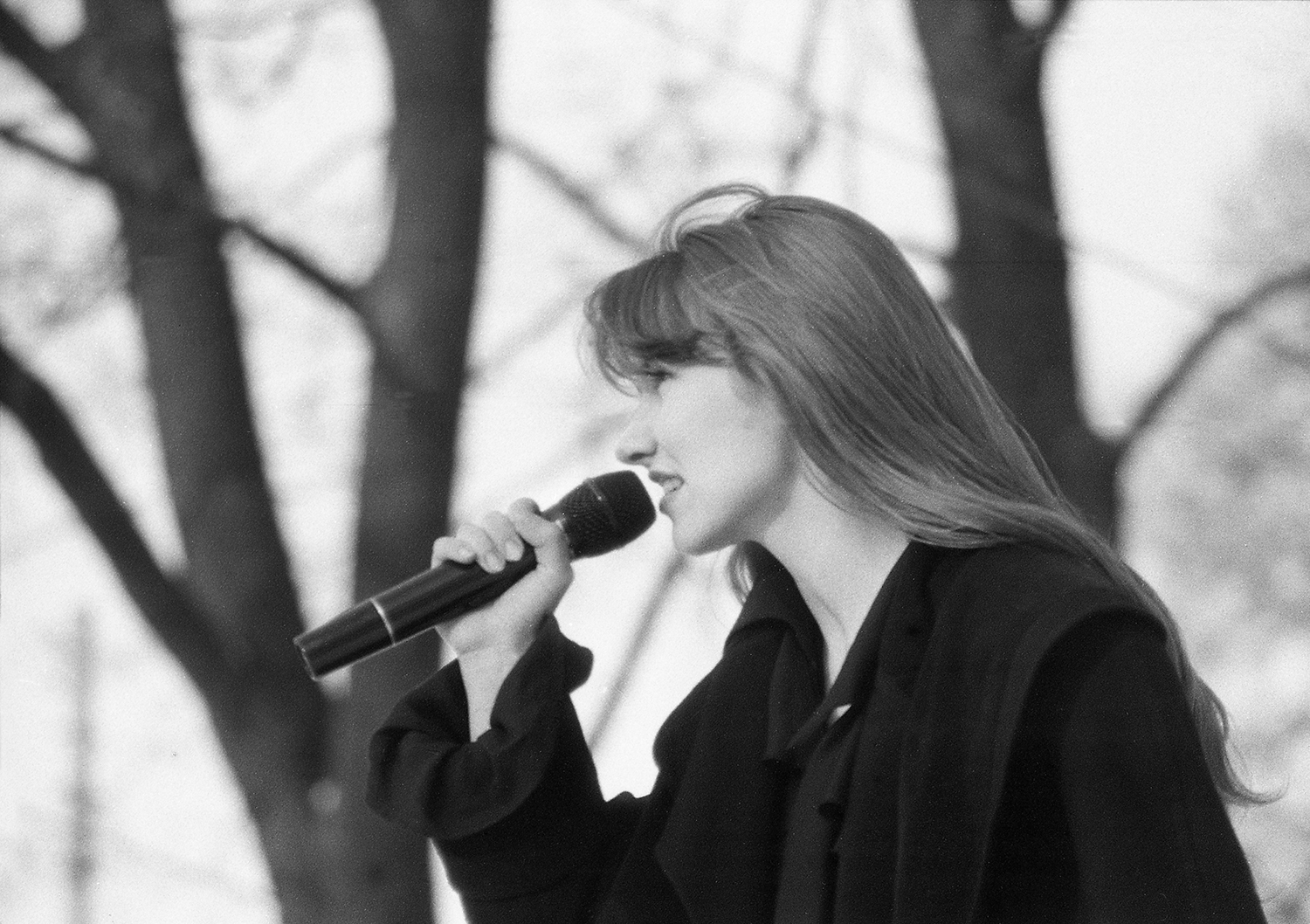
Яника Силламаа в 1994 году

Родилась 23 июня 1975 года в Таллине. Её мать — композитор Каари Силламаа, написавшая множество песен для песенного конкурса «Евровидение» от Эстонии.
Училась в Таллинской музыкальной гимназии. В детстве начала карьеру театральной актрисы, принимая участие во многих театральных постановках, в основном «Иисус Христос — суперзвезда».
В 1993 году выпустила свой дебютный музыкальный альбом «Lootus».

### Евровидение
В 1993 году Яника была выбрана эстонской телекомпанией «ETV» для участия в национальном конкурсе «Eurolaul-1993», являвшимся отбором на конкурс «Евровидение-1993». Там она исполнила восемь песен, из которых композиция «Muretut meelt ja südametuld» («С беззаботной душой и огнём в сердце») была отобрана для участия в международном конкурсе. Однако после распада Советского Союза и Югославии и упразднения Организации Варшавского договора число стран, желавших принять участие в конкурсе, выросло, в связи с чем Европейский вещательный союз принял решение провести отборочный этап Kvalifikacija za Millstreet, где занявшие первые три места страны отправлялись на конкурс 1993 года. Так как Яника заняла лишь 5-е место с 47 баллами, ей не удалось попасть на конкурс.
В 1998 году снова приняла участие в отборе Эстонии на конкурс «Евровидение-1998» с песней «Viimne valge kuu», написанной её матерью и Койтом Тооме. Она заняла 4-е место.

### Дальнейшая жизнь
В 2009 году стала солисткой ансамбля «Famagusta». Также играла в эстонских телесериалах «Kelgukoerad», «Ohtlik lend», «Pilvede all» и «Saladused».